# Annamaria Cancellieri
Annamaria Cancellieri (Rome, 17 februari 1943) is een Italiaans onafhankelijk politica. Ze wordt ook “la risolvaproblemi” (diegene die de problemen oplost) genoemd.
Annamaria Cancellieri werd in Rome geboren als dochter van Italiaanse immigranten in uit de toenmalige Italiaanse kolonie Libië. Ze studeerde politieke wetenschappen aan de universiteit van Rome en in 1972 ging ze aan de slag in het Ministerie van Binnenlandse Zaken en werd ze benoemd tot prefect. De 109 Italiaanse provincies hebben elk een regering die geleid wordt door een prefect. Canciellieri bekleedde deze functie achtereenvolgens in Catania, Genua, Vicenza, Bergamo en Brescia.
In 2009 ging ze met pensioen, tot ze in 2011 door Mario Monti gevraagd werd minister van binnenlandse zaken te worden, wat ze aanvaardde. Van 28 april 2013 tot 22 februari 2014 was ze minister van Justitie in het kabinet van Enrico Letta.
Cancellieri is getrouwd, moeder van twee kinderen en oma.